# NGC 6901
NGC 6901 est une galaxie spirale barrée située dans la constellation de l'Aigle. Sa vitesse par rapport au fond diffus cosmologique est de 4 515 ± 19 km/s, ce qui correspond à une distance de Hubble de 66,6 ± 4,7 Mpc (∼217 millions d'al). NGC 6901 a été découverte par l'astronome allemand Albert Marth en 1863. Cette galaxie a aussi été observée par l'astronome français Guillaume Bigourdan le 29 septembre 1891 et elle a été inscrite à l'Index Catalogue sous la désignation IC 5000.

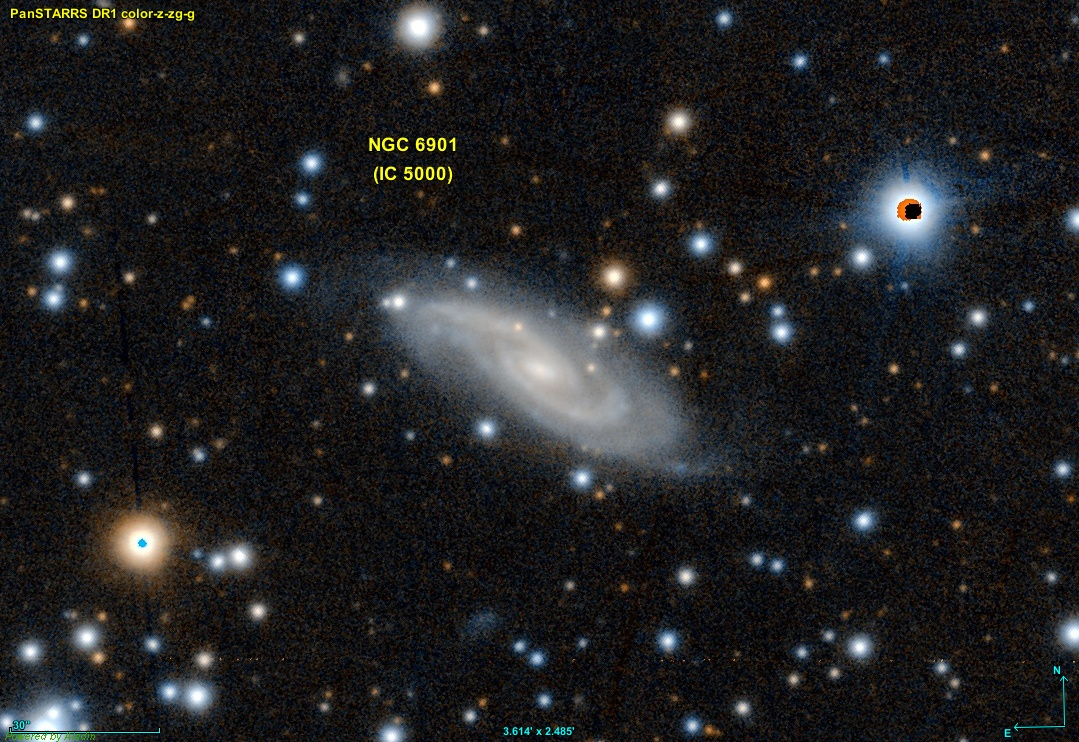
NGC 6901 par le relevé Pan-STARRS.

La classe de luminosité de NGC 6901 est I-II et elle présente une large raie HI.
À ce jour, six mesures non basées sur le décalage vers le rouge (redshift) donnent une distance de 69,217 ± 4,959 Mpc (∼226 millions d'al), ce qui est à l'intérieur des valeurs de la distance de Hubble.

## Supernova
La supernova SN 2004da a été découverte dans NGC 6901 le 6 juillet 2004 par l'astronome amateur britannique T. Boles. D'une magnitude apparente de 15,2 au moment de sa découverte, elle était du type Ia-p.